# Улица Таливалжа (Рига)
Улица Та́ливалжа (латыш. Tālivalža iela) — улица в Видземском предместье города Риги, в микрорайоне Тейка. Начинается от площади Земитана и заканчивается на перекрёстке с улицей Бикерниеку, где переходит в улицу Кастранес. На всём протяжении имеет асфальтовое покрытие, 2 полосы движения. Общая длина улицы составляет 804 метра.
Улица Таливалжа появилась в 1929 году при застройке жилого района «Savs stūrītis» (рус. «Свой уголок») и названа по имени правителя средневекового княжества Талава — Таливалдиса. Переименований улицы не было.

## Примечательные здания
- Жилой дом № 13 (архитектор Я. Лусис, 1934 г.) является охраняемым памятником архитектуры местного значения[4].

## Прилегающие улицы
Улица Таливалжа пересекается со следующими улицами:
- Улица Лаймдотас
- Улица Пудикя
- Улица Айзкрауклес
- Улица Аусмас
- Улица Залкшу
- Улица Стуриша
- Улица Баяру
- Улица Бикерниеку

## Общественный транспорт
- От пересечения с улицей Айзкрауклес до конца улицы Таливалжа курсируют троллейбус 16 и микроавтобус 203 маршрута.
- На улице Бикерниеку также есть остановка «Tālivalža iela»[5].